# Rugby union na Letnich Igrzyskach Olimpijskich 1900
Rugby union na Letnich Igrzyskach Olimpijskich 1900 rozegrane zostało w dniach 14–28 października 1900 roku na stadionie Vélodrome de Vincennes położonym w Vincennes leżącym w pobliżu Paryża, gospodarza tych igrzysk. Była to pierwsza edycja olimpijskich zawodów w rugby union w historii, a do rywalizacji przystąpiły trzy zespoły reprezentujące Francję, Cesarstwo Niemieckie i Wielką Brytanię.
W czasie igrzysk zostały rozegrane dwa mecze. Reprezentacja Francji zagrała zarówno z przedstawicielami Niemiec, jak i Wielkiej Brytanii, wygrywając oba mecze i zdobywając złoty medal. Niemcy i Brytyjczycy otrzymali medale srebrne, bowiem mecz z ich udziałem nie odbył się.

## Tło zawodów

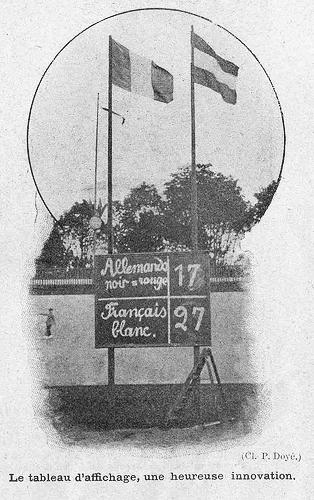
Niemcy 17:27 Francja

Rugby union zostało wprowadzone do programu igrzysk olimpijskich z inicjatywy Pierre'a de Coubertin – propagatora tego sportu, aktywnego zawodnika, a następnie sędziego. Zgodnie z rozporządzeniem francuskiego ministra handlu za ustalenie dyscyplin wchodzących w skład igrzysk oraz ich programu była odpowiedzialna Wysoka Komisja, przed którą odpowiadały komitety doradcze. Wszystkie zostały powołane w drugim kwartale 1899 roku. Decyzja w sprawie ostatecznego kształtu zawodów zapadła podczas spotkania komitetu doradczego 27 maja 1899 roku i została zaaprobowana przez Wysoką Komisję 3 lutego 1900 roku.
To samo rozporządzenie ministra handlu uczyniło odpowiedzialnym za przeprowadzenie zawodów Union des sociétés françaises de sports athlétiques. Zgłoszenia chętnych zespołów przyjmowane były do 15 września 1900 roku. Zgłosiły się trzy drużyny: brytyjska, z klubów z West Midlands skupiona wokół Moseley Wanderers, niemiecka, z SC 1880 Frankfurt, oraz złożona z paryskich graczy reprezentacja Francji. Ustalono zatem trzymeczowy rozkład gier według systemu kołowego, które miały odbyć się w trzy kolejne niedziele na Velodrome de Vincennes – 14, 21 i 28 października 1900 roku. Zgodnie z zasadami gry podczas tych zawodów przyłożenie oraz karny warte były trzy punkty, podwyższenie dwa, zaś inne kopy na bramkę cztery. Nagrodą dla zwycięzcy każdego meczu było dzieło sztuki, wszyscy uczestnicy otrzymali zaś pamiątki.
Turniej rugby union był ostatnią z konkurencji organizowanych przez USFSA, a jednocześnie tą, która okazała się największym sukcesem wśród publiczności. Zawody te jako jedyne przyniosły zysk organizatorom. Spośród osób, które przybyły na pierwsze spotkanie, 2060 osób zakupiło wejściówki półfrankowe i 449 dwufrankowe, podczas drugiego meczu Francuzów te liczby kształtowały się odpowiednio na poziomie 3795 i 594 widzów. Pierwszy pojedynek przyniósł zysk około 800 franków, drugi zaś, po odliczeniu kosztów kształtujących się w granicach 1500 franków, pozostawił dochód w wysokości około 1600 franków. Turniej ten okazał się zatem sukcesem finansowym zarabiając około 2400 franków, podczas gdy również dwumeczowe zawody w piłce nożnej nie osiągnęły tysiąca franków przychodu. Organizatorzy byli usatysfakcjonowani z osiągniętego wyniku, biorąc pod uwagę fakt, iż mecze odbyły się na wschodzie miasta, gdzie zainteresowanie tym sportem było mniejsze, a dodatkowo dojazd z centrum zajmował około godzinę, konieczne zatem było obniżenie cen biletów. Uważali jednocześnie, iż gdyby spotkania zaplanowano na zachodzie miasta bądź w okolicach Gare Saint-Lazare minimalne przychody z wejściówek kształtowałyby się w granicach sześciu do ośmiu tysięcy franków.
Jedną z innowacji zastosowanych podczas turnieju była tablica wyników, prócz punktacji zawierająca informacje o kolorach strojów rywalizujących drużyn. Osoba zajmująca się nią w połowie meczu Niemców z Francuzami starła wyniki sądząc, iż liczenie punktów zacznie się ponownie od zera.

## Przebieg zawodów

### Mecz 1

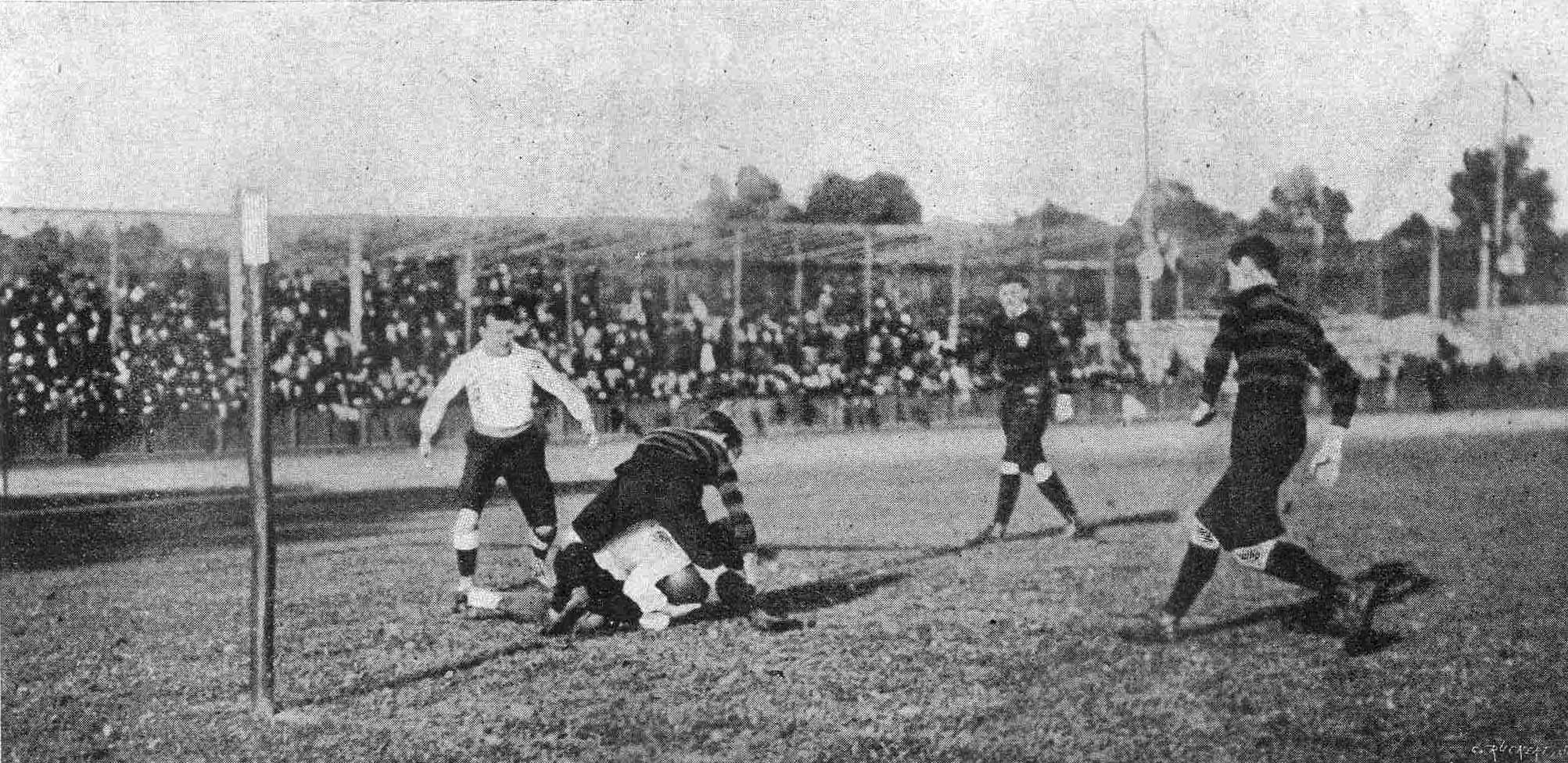
Mecz Francja-Niemcy

Pierwszym meczem zawodów było spotkanie Francuzów z Niemcami 14 października. Okazało się ono sukcesem zarówno sportowym, jak i organizacyjnym. Zbierające się od rana chmury przyniosły w końcu deszcz, jednak jeszcze przed zaplanowanym na godzinę 15 rozpoczęciem spotkania rozpogodziło się. Pomimo niesprzyjających warunków atmosferycznych na stadionie zjawiło się około 3500 widzów, z czego 2519 osób zapłaciło za wejście, pozostały tysiąc stanowili zaproszeni goście oraz prasa. Francuzi wystąpili w białych strojach z niebieskimi i czerwonymi elementami, Niemcy zaś grali na czarno-czerwono.
Zespół niemiecki przygotowywał się do tego spotkania poprzez ćwiczenia gimnastyczne i zachowanie diety, a także powstrzymywał się od używania tytoniu przez wcześniejsze piętnaście dni, dla odmiany francuski kapitan palił cygaro jeszcze dwie godziny przed meczem. Niemieccy zawodnicy od początku narzucili swój styl gry, przeważając przede wszystkim w młynie, choć według ówczesnych relacji nie dominowali nad rywalami wzrostem, wagą czy posturą, zwracając jednak na siebie uwagę zwinnością i zręcznością. Po wartym cztery punkty kopie z wolnego powiększali przewagę, gdy podwyższone następnie przyłożenia zdobyli kolejno Schmierer i Reitz. Grający pod wiatr i słońce Francuzi odpowiedzieli tuż przed przerwą jednym przyłożeniem, które zdobył po przechwycie Sarrade. Celne podwyższenie zmniejszyło przewagę w połowie meczu do 5–14 dla zawodników z Frankfurtu. W drugiej części spotkania francuski kapitan Joseph Olivier postawił większy nacisk na grę formacją młyna, spychając słabnących Niemców do obrony. Zaowocowało to przyłożeniami, których autorami byli kolejno Albert, Roosevelt, dwukrotnie Sarrade, ponownie Roosevelt oraz Reichel, jednak tylko dwa z nich zostały podwyższone. Niemcy odpowiedzieli zaledwie jednym podwyższonym przyłożeniem Ludwiga, ustalając końcowy wynik spotkania na 27-17. Trwająca ostatnie dwadzieścia minut dominacja Francuzów tłumaczona była tym, iż standardowo zawodnicy niemieccy rozgrywali mecze, których jedna połowa trwała trzydzieści minut. Po końcowym gwizdku na murawę weszli francuscy kibice wiwatując na cześć swoich reprezentantów, zaś obie drużyny zjawiły się wieczorem na wydanym dla nich bankiecie.
| 14 października 190015:00 | Francja | 27:17(5:14) | Cesarstwo Niemieckie | Vélodrome de Vincennes Widzów: 3500 Sędzia: M. Potter |
| 14 października 190015:00 |         | 27:17(5:14) |                      | Vélodrome de Vincennes Widzów: 3500 Sędzia: M. Potter |

### Mecz 2
Problemy logistyczne zdecydowały o tym, iż brytyjsko-niemiecki pojedynek nie odbył się – w dobie amatorskiego sportu zawodnicy nie mogli pozostać na miejscu przez dwa tygodnie potrzebne do rozegrania wszystkich meczów.

### Mecz 3

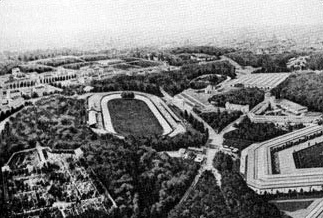
Arena zawodów

Mecz Francuzów z Brytyjczykami rozegrany 28 października zgromadził jeszcze większą widownię, szacowaną na ponad sześć tysięcy kibiców – choć The Times w swej relacji wspomniał o dziesięciu tysiącach – spośród których 4389 zapłaciło za wejście. Była to jednocześnie największa liczba widzów podczas całych igrzysk.
Od początku spotkania wyraźną wyższość pokazali Francuzi. W pierwszej połowie kolejne dwa przyłożenia w turnieju zdobył Sarrade, po jednym Olivier, Collas i Gautier, a dwa z nich podwyższył Rischmann. Dopiero w drugiej części meczu Brytyjczycy zdobyli punkty poprzez karny oraz podwyższone przez Birtlesa przyłożenie Wallisa. Francuzi utrzymywali jednak przewagę, czego efektem były jeszcze przyłożenia Binoche'a i Reichela. Spotkanie zakończyło się zatem ich wyraźnym zwycięstwem 27–8. Francuskie relacje mówiły o ciekawym pojedynku z dużą ilością gry ręką.
Na jednostronny charakter rywalizacji miała wpływ długa podróż, którą brytyjscy zawodnicy odbyli w ciągu doby poprzedzającej pojedynek – pociągiem do Londynu, a następnie na wybrzeże, promem przez La Manche i ponownie pociągiem do Paryża – przybywając do celu około szóstej rano. Część z nich dodatkowo brała udział w sobotnich meczach klubowych, dla Clementa Deykina było to natomiast trzecie spotkanie w ciągu tygodnia.
| 28 października 1900 | Francja | 27:8(21:0) | Wielka Brytania | Vélodrome de Vincennes Widzów: 6000 Sędzia: M. Potter |
| 28 października 1900 |         | 27:8(21:0) |                 | Vélodrome de Vincennes Widzów: 6000 Sędzia: M. Potter |

## Medaliści
| Konkurencja | Złoto     | Srebro                                 | Brąz          |
| Rugby union | Francja · | Cesarstwo Niemieckie · Wielka Brytania | nie przyznano |

## Składy

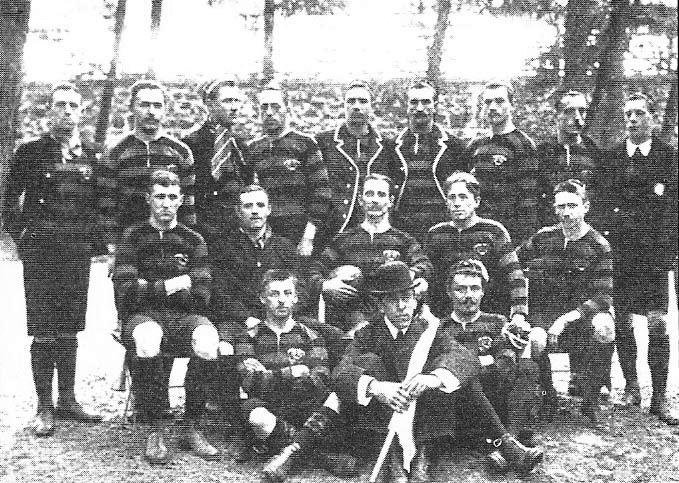
Reprezentacja Niemiec na IO 1900

| Francja | Cesarstwo Niemieckie | Wielka Brytania |
| --- | --- | --- |
| - Vladimir Aïtoff - A. Albert - Léon Binoche - Jean Collas - Jean-Guy Gautier - Auguste Giroux - Charles Gondouin - Constantin Henriquez - Jean Hervé - Victor Lardanchet - Hubert Lefèbvre - Joseph Olivier - Alexandre Pharamond - Frantz Reichel - André Rischmann - André Roosevelt - Émile Sarrade | - Albert Amrhein - Hugo Betting - Jacob Herrmann - Willy Hofmeister - Hermann Kreuzer - Arnold Landvoigt - Hans Latscha - Erich Ludwig - Richard Ludwig - Fritz Müller - Eduard Poppe - Heinrich Reitz - August Schmierer - Adolf Stockhausen - Georg Wenderoth | - Frank Bayliss - John Henry Birtles - James Cantion - Arthur Darby - Clement Deykin - L. Hood - M.L. Logan - Herbert Loveitt - Herbert Nicol - Valentine Smith - M.W. Talbot - Joseph Wallis - Claude Whittindale - Raymond Whittindale - Francis Henry Wilson |